# Westminster
Westminster je del Londona v Angliji. Razteza se od reke Temze do Oxford Street in ima številne znane znamenitosti, vključno z Westminstrsko palačo, Buckinghamsko palačo, Westminstrsko opatijo, Westminstrska stolnica, Trafalgar Square in velik del kulturnega središča West End, vključno z zabaviščnim predelom West End.
Ime (staroangleško Westmynstre) izvira iz neformalnega opisa samostanske cerkve in kraljeve posebnosti sv. Petra (Westminstrska opatija), zahodno od City of London (do angleške reformacije je bil tudi Eastminster, blizu Londonskega Towra, v vzhodnem delu Londona). Začetki opatije segajo med 7. in 10. stoletje, vendar je postala nacionalno pomembna, ko jo je v 11. stoletju obnovil Edvard Spoznavalec. Westminster je bil dom angleške vlade od približno leta 1200, od leta 1707 pa vlade Združenega kraljestva. Leta 1539 je postal mesto.
Westminster se pogosto uporablja kot metonim za označevanje parlamenta Združenega kraljestva, ki zaseda v Westminstrski palači.

## Geografija
Mesto in svobodni Westminster (angleško City and Liberty of Westminster) ter druge zgodovinske upravne enote Westminstra (razen širšega sodobnega mesta Westminster, londonskega okrožja, ustanovljenega leta 1965) so segale od reke Temze do stare rimske ceste iz mesta v zahodno Anglijo, ki se zdaj lokalno imenuje Oxford Street.
Otok Thorney je ležal med rokavi nekdanje reke Tyburn ob njenem sotočju s Temzo, medtem ko je zahodno mejo s Chelseajem oblikovala podobno izgubljena reka Westbourne. Črta reke še vedno tvori (z zelo majhnimi popravki) meje sodobnega okrožja s kraljevima okrožjema Kensington in Chelsea.
Severneje, stran od rečnega ustja, je Westminster vključeval ozemlje na obeh straneh reke Westbourn, zlasti Knightsbridge (vključno z deli Hyde Parka zahodno od jezera Serpentine (prvotno nastalega z zajezitvijo reke) in večino vrtov Kensington).

### Kraji
Westminster vključuje podokrožja Soho, St James, Mayfair, Covent Garden, Pimlico, Victoria, Belgravia in Knightsbridge (deljen s sosednjim Kensingtonom).
Nekdanje mesto Westminster se je leta 1965 združilo s sosednjima okrožjema Paddington in Marylebone v večjo moderno okrožje. Ta sosednja območja (razen majhnega območja Paddington v delu vrtov Kensington) ležijo severno od Oxford Street in njenega zahodnega nadaljevanja, Bayswater Road.

### Odprti prostori
Odprti prostori okrožja so:
- Hyde Park
- Kensington Gardens (del)
- Zeleni park
- Vrt Buckinghamske palače
- St James's Park

## Izvor in administracija
Razvoj območja se je začel z ustanovitvijo Westminstrske opatije na mestu, ki se je takrat imenovalo Thorney Island. Lokacija je bila morda izbrana zaradi naravnega prehoda, ki naj bi vodil Watling Street čez Temzo v bližini. Širše okrožje je postalo znano kot Westminster glede na cerkev.

### Legendarni izvor
Legendarni izvor je, da je v zgodnjem 7. stoletju lokalni ribič z imenom Edric (ali Aldrich) prepeljal tujca v razcapanih tujih oblačilih čez Temzo na otok Thorney. Bilo je čudežno prikazanje sv. Petra, ki je bil tudi sam ribič, ko je prišel na otok, da bi posvetil novo zgrajeno cerkev, ki se je kasneje razvila v Westminstrsko opatijo. Edrica je nagradil z obilnim ulovom, ko je naslednjič spustil svoje mreže. Edric je dobil navodilo, naj kralju in sv. Melitu, londonskemu škofu, izroči lososa in različne dokaze, da se je posvetitev že zgodila. Vsako leto 29. junija, na dan sv. Petra, Čaščena družba trgovcev z ribami podari opatiji lososa v spomin na ta dogodek.

### Zabeležen izvor
Listina iz leta 785, ki je verjetno ponaredek, podeljuje zemljo potrebnim Božjim ljudem v Thorneyju, na strašnem kraju, ki se imenuje Westminster. Besedilo nakazuje že obstoječo samostansko skupnost, ki se je odločila živeti na zelo zahtevni lokaciji.
Zapisani izvori opatije (namesto manj pomembnega verskega kraja) segajo v 960-ta ali zgodnja 970-ta leta, ko sta sveti Dunstan in kralj Edgar Miroljubni na tem mestu namestila skupnost benediktinskih menihov.
Med letoma 1042 in 1052 je kralj Edvard Spoznavalec začel obnavljati opatijo sv. Petra, da bi si zagotovil kraljevo pogrebno cerkev. Bila je prva cerkev v Angliji, zgrajena v romanskem slogu. Stavba je bila dokončana okoli leta 1060 in je bila posvečena 28. decembra 1065, le teden dni pred Edvardovo smrtjo 5. januarja 1066. Čez teden dni so ga pokopali v cerkvi; in devet let pozneje je bila poleg njega pokopana njegova žena Edith. Njegov naslednik, Harold II., Angleški, je bil verjetno okronan v opatiji, čeprav je prvo dokumentirano kronanje Viljema Osvajalca pozneje istega leta.
Edina obstoječa upodobitev Edwardove opatije, skupaj s sosednjo Westminstrsko palačo, je v tapiseriji iz Bayeuxa. Nekaj spodnjih delov meniške spalnice, podaljška južnega transepta, je ohranjenih v normanski kleti Velike šole, vključno z vrati, ki naj bi izvirala iz prejšnje anglosaške opatije. Povečane obdaritve so podprle skupnost, ki se je povečala od ducata menihov v Dunstanovi prvotni ustanovi do največ okoli osemdeset menihov.

### Lokalna vlada

#### Župnija Westminster St Margaret
Večina westminstrskih župnij je nastala kot hčerinske župnije sv. Marjete v City and Liberty of Westminster v Middlesexu. Izjema so bili St Clement Danes, St Mary le Strand in morda še nekatera manjša območja.
Starodavna župnija je bila sv. Marjeta; po letu 1727 je to postala civilna župnija 'Sv. Marjete in sv. Janeza', slednja je bila nova cerkev, ki jo je potrebovalo naraščajoče prebivalstvo. Območje okoli Westminstrske opatije je tvorilo izvenžupnijski del Collegiate Church of St Peter. Tako kot mnoge velike župnije je bil Westminster razdeljen na manjše enote, imenovane Hamlets (kar pomeni teritorialno podrazdelitev, namesto majhne vasi). Te bodo kasneje postale samostojne hčerinske župnije.
Do leta 1900 je bila lokalna oblast združena zakristija svete Marjete in svetega Janeza (znana tudi kot Westminster District Board of Works od 1855 do 1887), ki je imela od leta 1883 sedež v Westminstrski mestni hiši na Caxton Street.

#### City and Liberty of Westminster
Liberty of Westminster, ki ga upravlja Westminster Court of Burgesses, je vključeval tudi St Martin in the Fields ter več drugih župnij in krajev. Westminster je imel svoja četrtletna zasedanja, vendar so imela tudi zasedanja Middlesexa pristojnost.

#### Metropolitansko okrožje Westminster
V skladu z reformami lokalne vlade leta 1889 je območje spadalo v novoustanovljeno grofijo London, lokalna vlada Westminstra pa je bila dodatno reformirana leta 1900, ko so bili meščanski dvori in župnijske vestije ukinjeni in jih je nadomestilo metropolitansko okrožje Westminster. Občina je istočasno dobila status mesta, kar ji je omogočilo, da je znana kot mesto Westminster, njegov svet pa kot mestni svet Westminstra.
City and Liberty of Westminster in metropolitansko okrožje Westminster sta si bila po obsegu zelo podobna in sta pokrivala dele širšega sodobnega mesta Westminster južno od ulice Oxford Street in njegovega nadaljevanja Hyde Park Place. Izjema je, da je del vrtov Kensington, južno od te ceste, del Paddingtona.
Westminster se je združil s St Marylebone in Paddingtonom leta 1965, vendar je bilo združeno območje dovoljeno ohraniti naziv City of Westminster.

## Zgodovina

### Kraljevski sedež
Nekdanji otok Thorney, kraj Westminsterske opatije, je tvoril zgodovinsko jedro Westminstra. Opatija je postala tradicionalno prizorišče kronanj angleških kraljev in kraljic od Harolda Godwinsona (1066) naprej.
Od približno leta 1200 je Westminstrska palača v bližini opatije postala glavna kraljeva rezidenca, prehod, ki ga je zaznamoval prenos kraljeve zakladnice in finančnih evidenc iz Winchestra v Westminster. Kasneje je bila v palači nastajajoči parlament in angleška sodišča. Tako je London razvil dve žariščni točki: City of London (finančno/gospodarsko) in Westminster (politično in kulturno).
Monarhi so svojo glavno rezidenco preselili v palačo Whitehall (1530–1698), nato v palačo St James leta 1698 in nazadnje v Buckinghamsko palačo in druge palače po letu 1762. Glavna pravna sodišča so se preselila na Royal Courts of Justice  v poznem 19. stoletje.

### Srednji vek in Tudorji
Naselje je zraslo okoli palače in opatije, kot njihovo storitveno območje. Župnijska cerkev St Margaret's Westminster je služila širši skupnosti župnije; uslužbenci palače in opatije, pa tudi podeželsko prebivalstvo in tisti, ki so povezani z domovi z visokim statusom, ki se razvijajo ob cesti iz mesta. Območje se je povečalo in v Jurijevskem obdobju postalo povezano z razvojem mestnega traku z mestom vzdolž Stranda.
Reformacija Henrika VIII. v zgodnjem 16. stoletju je ukinila opatijo in ustanovila stolnico – zato je bila župnija uvrščena med »mesto«, čeprav je bila takrat le delček velikosti londonskega Cityja in okrožja Southwark.
Dejansko je stolni in škofijski status cerkve trajal le od 1539 do 1556, status 'mesta' je ostal zgolj za župnijo v Middlesexu. Kot tako je prvič znano, da je leta 1545 kot novo parlamentarno okrožje imelo dva člana parlamenta, stoletja po tem, ko sta bila londonsko mesto in Southwark podeljena volilna prava.
Rastoče elizabetinsko mesto je imelo visokega policista, sodnega izvršitelja, mestnega uradnika in skrbnika ribnikov.

### Viktorijanska ločnica
Zemljevid Charlesa Bootha, ki prikazuje Westminster leta 1889, je zabeležil celotno paleto dohodkovnih in kapitalskih razredov, ki živijo v sosednjih ulicah znotraj območja; njegovo osrednje zahodno območje je postalo (do leta 1850) (Hudičevo akro) v južni poplavni grapi reke Tyburn, vendar so imele Victoria Street in druge majhne ulice in trgi najvišjo barvo družbenega razreda v Londonu: rumeno/zlato. Westminster se je z odstranitvijo tega barakarskega naselja in z izboljšanjem odvodnjavanja odpravil skrajni revščini, vendar je znotraj območja značilna lastninska razlika osrednjega Londona, ki je zelo akutna, poosebljajo pa jo veličastni dogodki 21. stoletja, arhitekturne visoke stavbe, ki so zaščitene s seznami in bližnje stavbe socialnih stanovanj (večinoma stanovanj, ki niso občinska) sklada Peabody Trust, ki ga je ustanovil filantrop George Peabody.

## Širša uporaba imena
Glede na osredotočenost na Westminster v angleškem in britanskem javnem življenju skozi stoletja se ime Westminster ležerno uporablja kot metonim za parlament Združenega kraljestva in za politično skupnost Združenega kraljestva na splošno. (Državna uprava se podobno imenuje z imenom severne pod-soseske, v kateri živi, "Whitehall".) Westminster se posledično uporablja tudi v sklicevanju na Westminsterski sistem, parlamentarni model demokratične vlade, ki se je razvil v Združeno kraljestvo in za tiste druge narode, zlasti v Commonwealthu narodov in za druge dele nekdanjega Britanskega imperija, ki so ga sprejeli.
Izraz Westminster Village, ki se včasih uporablja v kontekstu britanske politike, se sploh ne nanaša na geografsko območje; uporabljen predvsem v frazi Westminster Village gossip, označuje domnevno ožji družbeni krog poslancev, političnih novinarjev, tako imenovanih spin-doktorjev in drugih, povezanih z dogodki v Westminstrski palači in na vladnih ministrstvih.